# ملعب حديقة الملوك
ملعب حديقة الملوك هو ملعب متعدد الاستخدامات يقع في مدينة ديربان الجنوب أفريقية. غالباً ما يتم استخدامه لمباريات الرغبي وكرة القدم. يسع الملعب لجلوس 55 ألف متفرج. يعتبر الملعب الرسمي الذي يخوض فيه نادي غولدن أروز مبارياته. تم افتتاح الملعب في سنة 1891.